# Pagan
Pagan (с англ. — «Язычник») — четвёртый альбом ирландской фолк-метал-группы Cruachan, издан 1 апреля 2004 года компанией Karmageddon Media.

## Запись альбома
Для записи альбома была арендована дублинская студия Sonic на период 29 марта — 11 мая 2003 года. В мае для участия в записи в группу возвращается Джон О’Фахи, в 2002 году ушедший из группы «по личным причинам», но уже в августе группа объявила о повторном его уходе. Как и в прошлый раз, было заявлено об уходе «по личным причинам».

## Список композиций
Примечание: альбом был издан с неправильным порядком треков на задней стороне обложки. Ниже приведен правильный порядок треков.
1. Michael Collins — 03:51
2. Pagan — 05:07
3. The Gael — 04:02
4. Ard Ri na Heireann — 05:03
5. March to Cluain Tairbh — 02:00
6. Viking Slayer — 04:15
7. 1014 AD — 03:36
8. Some Say the Devil Is Dead — 03:13
9. 1000 Years — 03:51
10. Lament for the Wild Geese — 01:28
11. Erinsong — 05:19

## Оформление
Оформление обложки было выполнено Джоном Хоувом, который сделал также иллюстрации к книге «Властелин Колец». Обложка является картиной под названием "Кельтский Миф (Celtic Myth).

## Выпуск и продвижение
Изначально альбом планировалось выпустить осенью 2003 года. В марте 2003 года было объявлено название альбома.

## Участники записи
- Keith Fay (O’Fathaigh) — вокал, электрическая и акустическая гитары, клавишные, бузуки, мандолина, банджо, бойран, перкуссия
- Joe Farrell — ударные, перкуссия
- Karen Gilligan — вокал, перкуссия
- John Clohessy — бас-гитара, бэк-вокал

### Приглашённые музыканты
- John O’Fathaigh — ирландская и деревянная флейта, вистлы, бомбарда
- Tommy Martin — жалейка, ирландская волынка
- Chris Kavanagh — вокал (трек 8)
- Diane O' Keefe — виолончель
- Michelle O' Brien — скрипка